# تيموثي تايلور ميروين
تيموثي تايلور ميروين هو محرر وسياسي أمريكي، ولد في 22 أغسطس 1807، وتوفي في 15 يناير 1885.